# ملا كندي (بارس أباد)
ملا كندي هي قرية في مقاطعة بارس أباد، إيران. عدد سكان هذه القرية هو 969 في سنة 2006.